# エディプス王 (ストラヴィンスキー)
『エディプス王』（Oedipus Rex）は、ソポクレスの『オイディプス王』を元にイーゴリ・ストラヴィンスキーが1927年に作曲した2幕からなるオペラ＝オラトリオである。リブレットはラテン語で、ナレーションは上演国の言語が使用される。表記は『オイディプス王』ともされる。

## 概要
ストラヴィンスキーは1920年代にいくつかの新古典主義音楽作品を生み出した後、より規模の大きい声楽作品を作曲するという欲求にとらわれるようになる。『エディプス王』もそうした規模の大きい作品を書くようになった作品のひとつである。
ストラヴィンスキーによると、1925年にジェノヴァの本屋でヨハネス・ヨルゲンセンによる『アッシジのフランチェスコ』の翻訳を偶然読み、彼が日常話す言葉はイタリア語だったが、祈祷などではフランス語を用いたということを知ったことから、音楽にも日常語と異なる専用の言語が必要であると考えるようになり、最終的にラテン語を選んだ。また、聴衆が音楽のみに集中できるように、誰でも知っている物語を題材に取ることにした。
ストラヴィンスキーは友人のジャン・コクトーと協力してソポクレスの『オイディプス王』を題材に選ぶことを決めた。台本はコクトーがフランス語で書き、それを神学者のジャン・ダニエルーがラテン語に翻訳した。現代の服を着けた語り手を置くことを提案したのはコクトーだった。この語り手の部分は上演される国の言語とされることとなった。
ストラヴィンスキーはニースの自宅で1926年の1月11日に作曲を開始し、1927年の3月14日に全曲を完成させたが、オーケストレーションはさらに遅れて5月10日までかかった。
新古典主義の形式で書かれ、動きの少ない作品であることから、ストラヴィンスキーはこれをオペラとは銘さず、オペラ＝オラトリオと銘した。
コクトーとストラヴィンスキーは、この作品をバレエ・リュスの主宰者セルゲイ・ディアギレフの舞台活動20周年を祝うサプライズにしようと考え、極秘裏に準備を進めたが、「贈り物」がバレエでないと知ったディアギレフは、観客が失望するであろうと考え落胆した。
初演は同年の5月30日に、サラ・ベルナール劇場におけるバレエ・リュスのパリ公演の一環として、ストラヴィンスキー自身の指揮で行われた。この時はオラトリオの形式で行われ、ディアギレフの予想通り、バレエを観に来ていた聴衆たちは困惑した。オペラとしては翌年の1928年2月23日にウィーンの国立歌劇場で初演された。
1948年には一部が改訂された。
1952年にはニコラス・ナボコフの主催、文化自由会議の後援によってフランスで20世紀音楽フェスティバルが開催され、5月19日に13年ぶりにパリを訪れたストラヴィンスキーの指揮、コクトーの語りで『エディプス王』が再演された。このときは、ストラヴィンスキーの最初の案であった活人画風の演出がはじめて採用された。翌5月20日にはハンス・ロスバウトの指揮でアルノルト・シェーンベルクの『期待』と同時上演されたが、『期待』を目当てに来た客は『エディプス王』については始まる前に席を立つか、ブーイングを爆発させた。
1992年にジュリー・テイモアの演出、小澤征爾指揮のサイトウ・キネン・オーケストラによって日本で上演された。エディプス王はフィリップ・ラングリッジが歌い、田中泯が踊った。語りは白石加代子が日本語で担当した。

## 配役
| 人物名                   | 声域         | 役           |
| ------------------------ | ------------ | ------------ |
| エディプス(オイディプス) | テノール     | テーバイの王 |
| ヨカスタ(イオカステ)     | メゾソプラノ | 王妃         |
| クレオン                 | バリトン     | ヨカスタの弟 |
| ティレシアス             | バス         | 予言者       |
| 羊飼い                   | テノール     |              |
| 使者                     | バスバリトン |              |
| 語り手                   | -            |              |

## 原作および台本

### 原作
ソフォクレス（ソポクレス）の戯曲『オイディプス王（エディプス王）』

### 台本
ジャン・コクトー（フランス語）、ジャン・ダニエルー（ラテン語）
ジャン・コクトーによる仏語のナレーションは上演国の観客の言語に翻訳して朗読する指定がある。フランス以外では、基本的にリブレットの翻訳はナレーションを含めすべてをコクトーの仏語を準拠としている。

## 演奏時間
約50分（各幕24分、26分）。

## 楽器編成
ストラヴィンスキーは1916年の『きつね』以来、多くの作品で弦楽器を排除するか数を極端に減らしてきたが、この作品以降は再び通常の管弦楽を用いるようになった。
フルート3（3番はピッコロ持ち替え）、オーボエ2、イングリュッシュホルン、クラリネット3（3番は小クラリネット持ち替え）、バスーン2、コントラバスーン、ホルン4、トランペット4、トロンボーン3、チューバ、ティンパニ（4個、1人）、打楽器類、ハープ、ピアノ、弦5部
ブージー・アンド・ホークス社のスコア記載による。

## あらすじ
舞台は神話時代のテーバイの町。
第1幕
語り手は観客に向かって、物語の場面設定の性質を説明し、説明を終えた後に始まる。
第2幕

## 影響
ストラヴィンスキーの『エディプス王』はオペラでありながら合唱曲としての要素が強く、『結婚』とともにカール・オルフに影響を与え、ゴッフレド・ペトラッシにもある程度影響した。しかしながら、『結婚』や次の合唱曲である『詩篇交響曲』にくらべると、『エディプス王』は雑多な要素のパスティーシュ的であり、また音楽もストラヴィンスキーにしては和声が単純でリズムも規則的であったため、多くの聴衆に取っては謎の作品でありつづけた。